# 넥타이

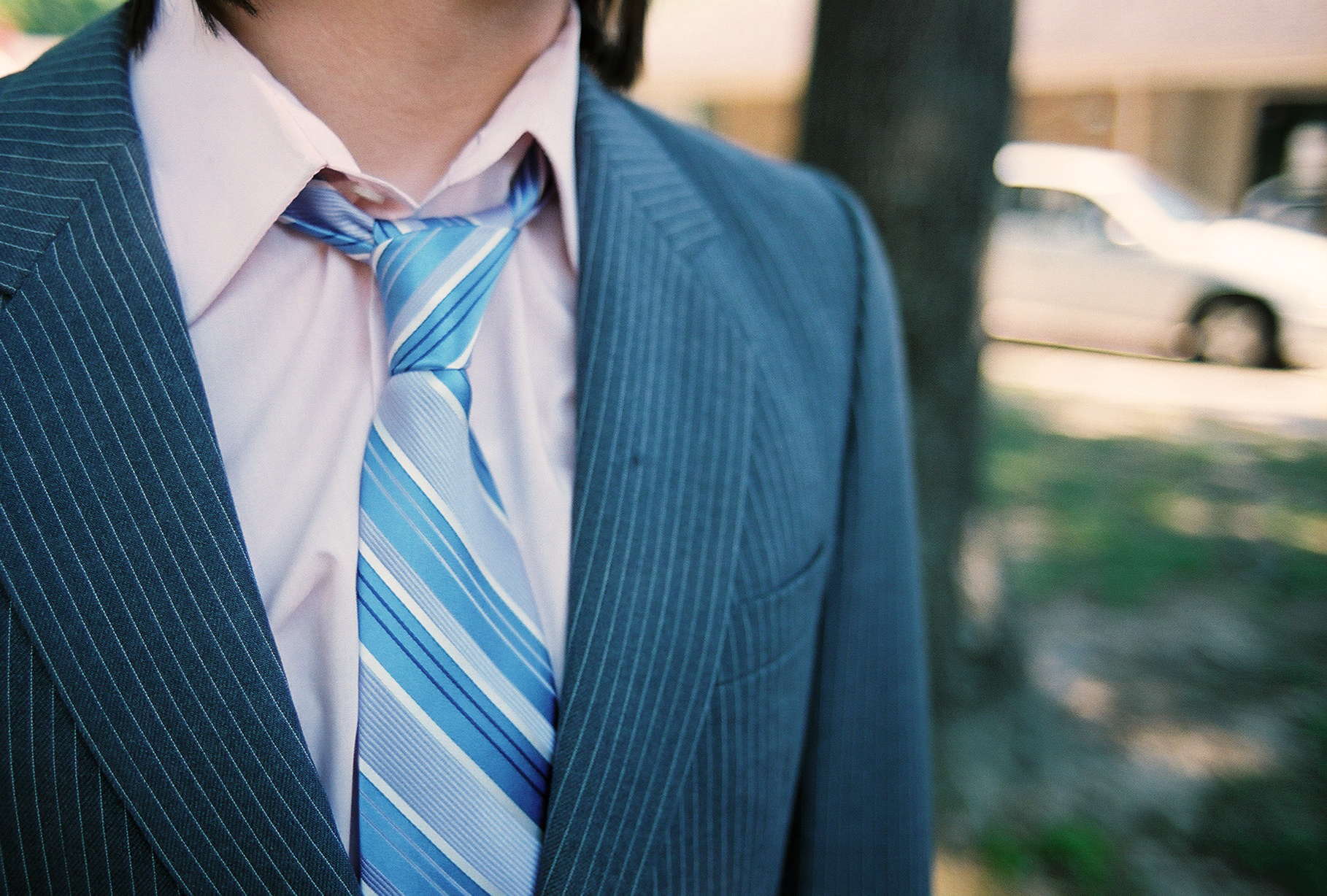
넥타이

넥타이(영어: necktie) 또는 단순히 타이(영어: tie)는 와이셔츠 깃 둘레에 매는 천으로 된 장식물이다. 남성과 여성은 규칙적인 사무용 옷, 정장, 제복의 일부로서 넥타이를 착용한다. 넥타이는 또한 학생, 직원의 옷에 많이 착용된다. 남성복에서 중요한 액세서리 구실을 한다.

## 넥타이의 구조

넥타이의 각 부위 명칭

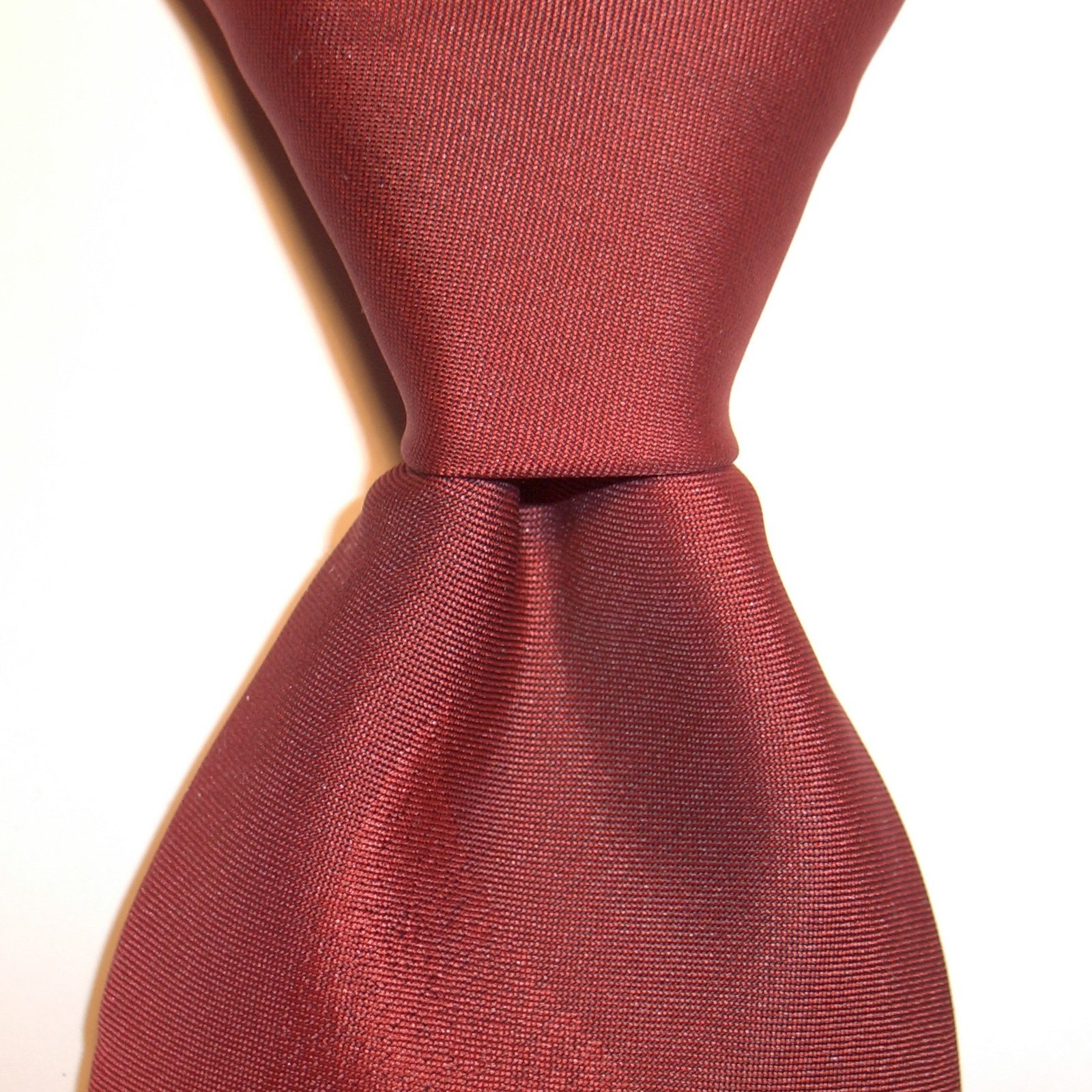
하프 윈저 노트(Half Windsor knot)의 딤플

### 노트(Kont)
매듭 부분을 말한다. 셔츠 깃에 맞춰서 다양한 방법을 활용할 수 있다.

### 딤플(Dimple)
매듭에 의해 만들어진 움푹 패인 곳 (넥타이의 보조개), 딤플의 모양을 어떻게 연출하느냐에 따라서 다른 느낌의 V존을 만들 수 있다.

### 바택(Bar tack)
뒷면의 좌우 여밈 부분이 벌어지지 않도록 고정해 준다. 소검과 대검에 각각 하나씩 있다.

### 루프(Loop)
소검을 통과시켜서 두 개의 검을 한데 묶어주는 부분. 보통 브랜드 명이 적혀있는 곳이다.

### 대검(Apron)
넥타이의 넓은 부분

### 소검(Tip)
넥타이의 좁은 부분

## 역사

### 초기
넥타이의 기원에는, 2세기경 로마 제국의 병사가 방한용으로 양털 천을 목 주위에 두른 포칼이 넥타이의 시초라는 설이 있고, 다른 설로는 기원전 50년경고대 로마 병사들이 거친 갑옷에 목이 스치면서 상처가 나자 목에 포칼이라는 이름의 긴 천을 휘감았는데 이 포칼을 넥타이의 기원으로 보는 설도 있다.

### 17세기

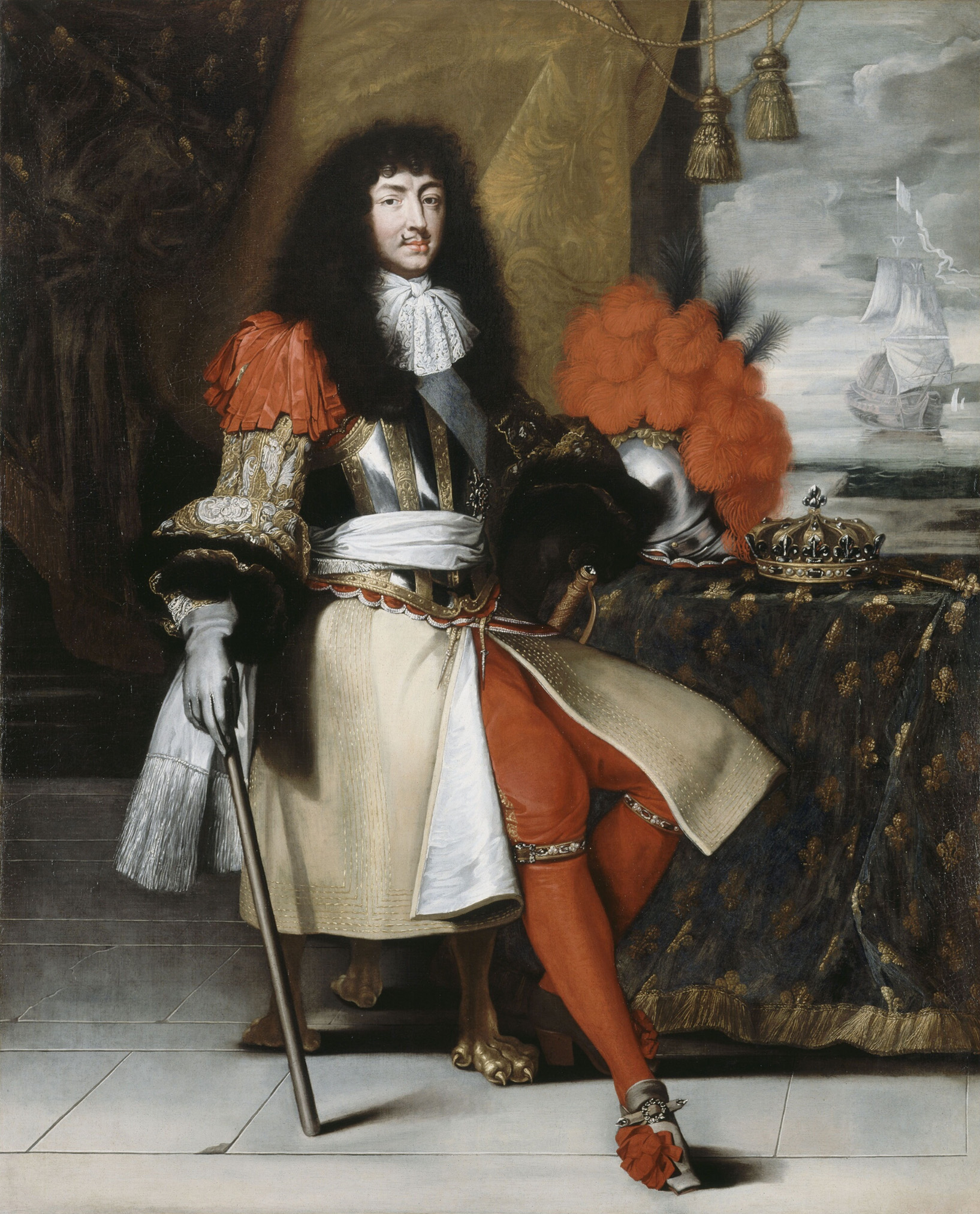
루이 14세

현대 넥타이와 가장 유사한 형태는 17세기에 등장한 크라바트이다.  루이 14세(1638~1715)가 왕좌에 오르기 전, 30년 전쟁 당시 프랑스 왕실을 보호하기 위해 크로아티아(Croatia)병사들이 용병으로 프랑스 파리에 도착했을 때, 그들은 무사 귀환의 염원을 담은 연인이나 아내로부터 받은 스카프를 목에 두르고 있었는데, 이에 관심을 보인 루이 14세가 저것이 무엇이냐고 묻자, 시종장이 병사에 대해서 물은 것으로 착각해 크라바트라고 대답했고 이후로 남자들의 목에 맨 스카프를 크라바트로 부르기 시작했다. 이후, 루이 14세와 귀족들 사이에서 이런 스타일이 유행하게 되었고, 이렇게 목에 천을 매는 스타일은 18세기까지 군대의 복장으로 정착되어 대중들에게도 점차 확산되었다. 이러한 형태의 크라바트는 제1차 세계 대전 때까지 일반적인 남성의 정장이 되었다.

### 19세기 후반
19세기 후반에는 영국에서 크라바트의 매듭만 남긴 나비넥타이(bow tie)와 애스컷(Ascot)을 만들어 냈다. 당시의 애스컷 타이는 스카프 모양의 넥타이에서 띠 모양의 넥타이로 바뀌어 가는 과도기를 거치게 되었다. 띠 모양으로 변화하면서 다양한 디자인과 소재가 사용되어 1890년에는 더비 타이(Derby tie)와 포인핸드 노트(four-in-hand knot)라고 하는 현대적 넥타이의 외형을 갖추게 되었다. 또한 19세기 여성해방운동의 일환으로 넥타이는 남녀평등을 상징하는 도구로 여성들에 의해 상용화되기도 하였다.

## 넥타이의 종류

### 형태에 따른 종류

#### 클립 온 타이(clip-on tie)
여러 가지 매듭을 매거나 겹치게 하는 다른 타이와는 다르게 포인핸드형의 넥타이나 금속의 핀이 부착되어있어 더욱 쉽게 와이셔츠에 고정시킬 수 있다.

#### 포인 핸드 타이(four-in-hand tie)
1890년대 이후 비즈니스맨이나 일반 남성들이 착용하는 스타일의 넥타이로, 매었을 때 맨 곳에서 아래까지의 길이가 주먹의 약 4배 정도라고 하여 이름이 붙었다. 10cm 이상 폭넓은 것을 와이드 타이, 4~6cm정도로 좁은 것을 슬림타이 또는 내로우 타이라고 불러 구분하고 있다.

#### 스턱 타이(Stuck tie)
타이 양쪽을 목 앞에 걸어서 셔츠의 깃과 깃 사이에 겹치게 한 후 스틱핀으로 고정하는 형태이며, 턱시도를 착용할 때 주로 많이 사용한다.

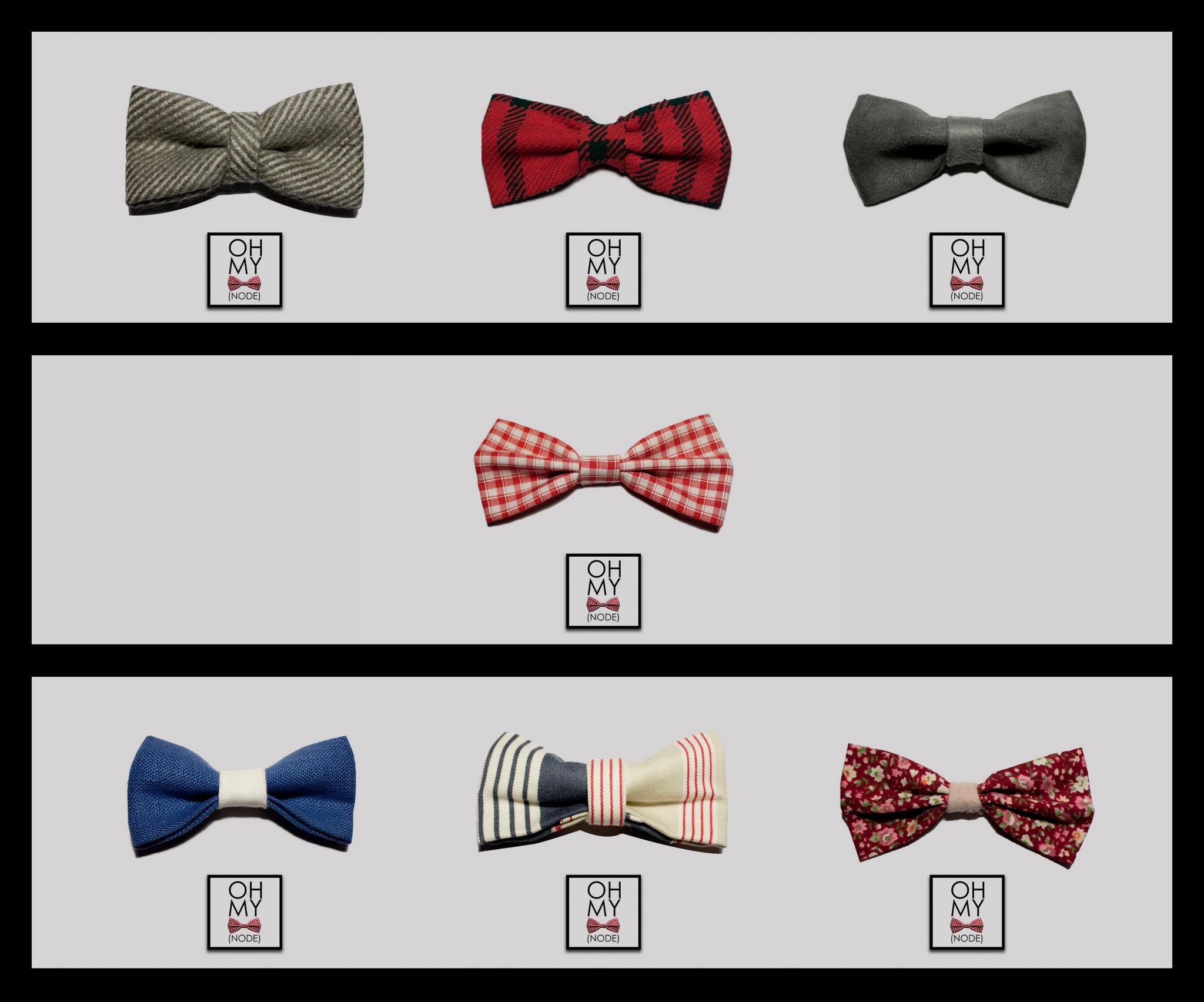
나비 넥타이

#### 크라바트(Cravat)
1630년대 프랑스 군대 크라바트 연대의 한 병사가 목을 보호하기 위하여 흰 리넨 또는 삼베를 접어 목에 두른 것이 기원이다. 그 후 레이스 등을 달거나 실크로 만들어 장식용으로 발전하였다.

#### 애스컷(Ascot)
19세기 말 영국의 애스컷 히드 종족이 착용하여 붙은 목 장식용 타이로 폭이 넓은 타이이며 앞을 핀으로 고정한다. 애스컷 타이는 목에 두를 수 있는 스카프형 넥타이이다.

#### 보타이(bow tie)
남자용의 작은 타이로서 끝이 네모진 것과 마름모꼴, 나비 모양으로 매는 넥타이이다. 최근에는 정장차림에 많이 쓰인다. 검은색은 턱시도에, 흰색은 연미복에 착용하는 것이 원칙이다. 종류로는 버터플라이 보타이, 작은 보타이, 스퀘어 보타이, 포인티드엔드가 있다.

#### 코드 타이(cord tie)
끈 모양인 넥타이의 총칭으로, 웨스턴 타이 또는 퍼키 보(Perky Bow)라는 별명이 있다.

### 문양에 따른 종류

#### 솔리드
무늬가 없는 넥타이를 이야기 하고 직조 무늬가 있어도 단색을 사용한 경우가 해당된다.

#### 스트라이프
영국의 연대기 줄무늬를 모티브로 한 사선 모양의 패턴, 역동적이고 진취적인 이미지를 줄 수 있다.

#### 체크
넓은 의미로 격자 무늬 타이를 가리키지만, 타탄체크나 글렌체크 등 전통적인 무늬가 많다. 클래식하고 따뜻한 느낌을 줄 수 있다.

#### 도트
물방울 무늬로 도트의 크기가 작을수록 정중한 느낌이 나고, 도트의 크기가 커지면 경쾌한 느낌을 줄 수 있다.

#### 페이즐리
석류나무나 페르시아의 솔방울을 도안화해서 만들어진 무늬로 스코틀랜드 남서부 지역명을 따서 이름이 지어졌다. 화려한 모양의 패턴이지만 정직한 느낌을 많이 준다.

#### 울오버
같은 무늬가 반복되는 패턴과 전면이 프린트된 타이, 짜임새가 특이해 그 자체가 무늬가 되는 타이로 침착하고 품위 있어 보인다.

#### 스페이스트 패턴
울오버 타입의 일종으로 기본 패턴무늬가 띄엄띄엄 떨어져 있어서 바탕색이 많이 드러나 보인다.

#### 로얄 크레스트
크레스트 무늬와 스트라이프로 짜 맞춘 무늬로 본래는 영국 군대의 심볼 칼라를 조합시킨 무늬이다. 색생과 폭까지 정해져 있는 패턴이며, 클럽 타이라고도 한다.

#### 플로럴
꽃무늬를 이용한 패턴의 총칭이며, 꽃이나 꽃잎만을 디자인한 것 이외의 가지나 꽃잎을 디자인한 것도 플로럴 패턴이라고 할 수 있다.

### 소재에 따른 넥타이 종류

#### 실크 넥타이
가장 고급스러운 소재로 주름이 잘 생기지 않는다. 부드럽고 유연하며 고급스러운 느낌이 들지만, 가격이 비싸고 관리 및 세탁이 까다로운 단점이 있다.

#### 폴리 넥타이
폴리에스터가 들어간 것은 내구성, 염색성, 세탁성이 좋으며 건조가 빠르고 구김이 잘 가지 않는다. 주름이지지 않는 특성과 가격이 저렴해 가장 널리 이용되고 있다.

#### 모직물 넥타이
주로 겨울에 사용하고, 형태가 잘 무너지지 않고 주름지지 않지만, 볼륨감이 너무 있어서 매기가 힘들다.

#### 면 넥타이
튼튼하고 적당한 탄력성이 있으며 염료의 배합이 용이하다.

#### 린넨 넥타이
주로 여름에 사용하고, 청량감이 있어 좋지만, 탄력성이 부족하고 주름지기가 쉽다.

## 넥타이 매듭
넥타이 매는 방법

### 더블 노트(Double knot)
이중으로 매듭을 만드는 방법으로 플레인 노트보다 매듭 부위에 좀 더 볼륨을 준다. 넥타이를 두 번 돌려서 매는 방법이라 넥타이의 넓은 부분을 좀 더 길게 해서 매듭을 만들어서 길이 조절을 하는 것이 중요하다.

### 포인 핸드 노트(Four in hand knot)

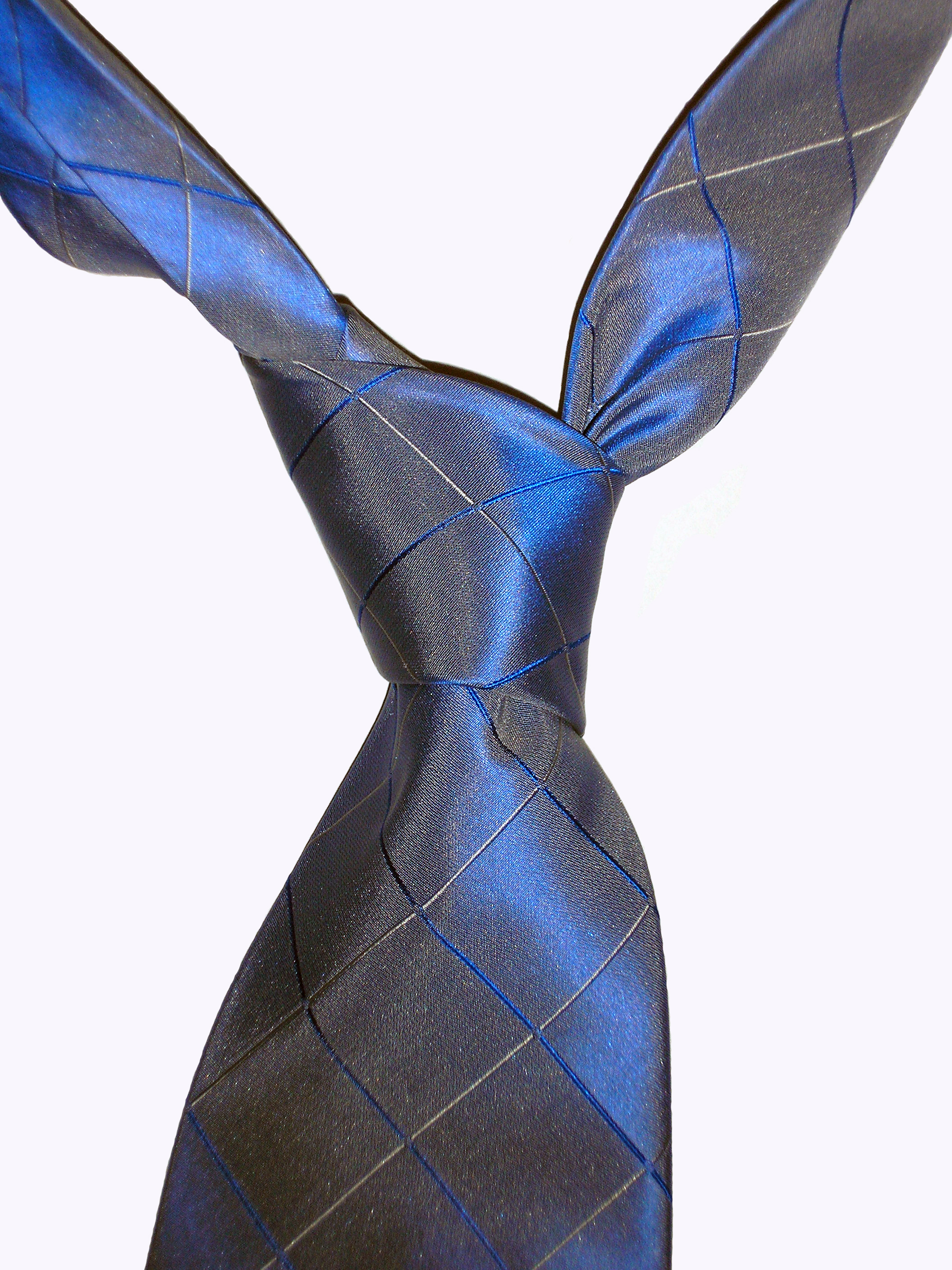
포인 핸드 노트

19세기 중엽에 등장한 매듭 방식으로 플레인 노트(Plain knot)라고도 한다. 매듭방법이 간단해서 흔히 사용한다. 그리고 매듭에 사용되는 부분이 많지 않기 때문에 넥타이의 전체 길이가 긴 경우 앞쪽의 넓은 깃보다 짧은 깃이 더 길어지는 경우가 있다. 니트 넥타이의 경우 부피감이 있기 때문에 이 방법을 활용하는 것이 좋다.

### 윈저 노트(Windsor knot)
영국의 왕인 에드워드 8세 윈저공이 즐겨 매던 노트법이라고 해서 윈저노트라고 불린다. 넥타이를 매었을 때 가장 이상적으로 역삼각형이 만들어지는 노트법으로 매듭을 좌우로 두 번 만들기 때문에 너무 짧아 질 수도 있다.

### 하프 윈저 노트(Half Windsor knot)
하프 윈저 노트는 세미 윈저 노트, 에스콰이어 노트라고도 불리고 윈저 노트와 플레인 노트의 중간 형태이다.

### 크로스 노트(Cross knot)
플레인 노트와 비슷하게 생겼지만 매듭 표면 중간을 사선으로 가로지르는 마디가 추가 된 것이다.

## 같이 보기
- 볼로 타이(루프 타이, en:Bolo tie)
- 넥커치프(영어판)
- 쿨 워크
- 정장
- 넥타이핀
- 교복